# Nerodimka

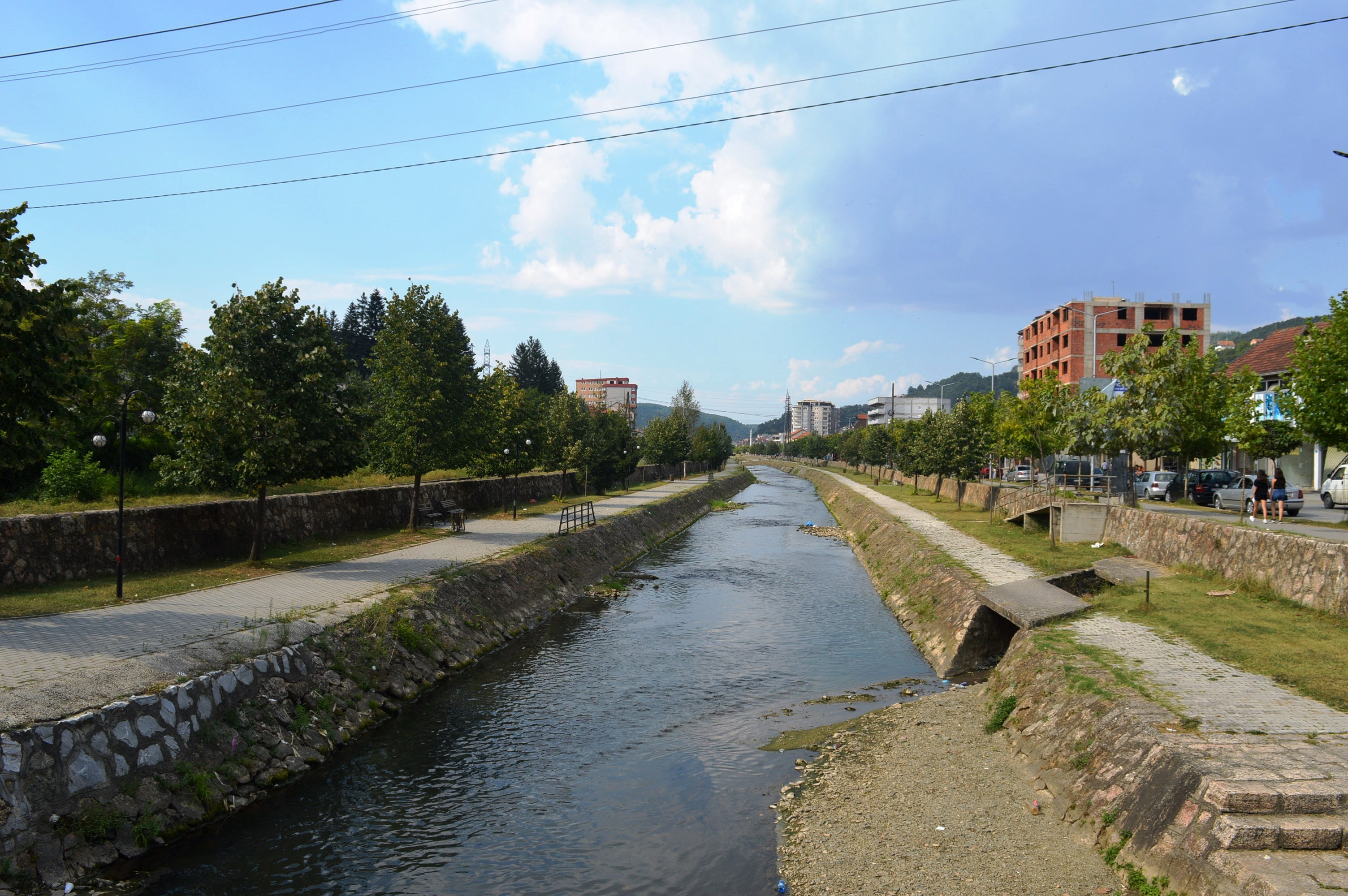
De Nerodimka

De Nerodimka is een zijrivier van de Lepenac in Kosovo. De rivier is 41 kilometer lang vooraleer deze bij Kaçanik in de Lepenac stroomt. Via de Lepenac behoort de Nerodimka tot het stroomgebied van de Vardar, die uitmondt in de Egeïsche Zee. De Nerodimka heeft een stroomgebied van 229 km² en is niet bevaarbaar.

## Bifurcatie
Bij het dorp Nerodime e Epërme bestaat er een aftakking (locatie) van een vijver die tot het stroomgebied van de Sitnica (Zwarte Zee) behoort, naar de Nerodimka. Het is het enige voorbeeld van een bifurcatie naar twee verschillende zeeën in Europa. De bifurcatie is kunstmatig. Oorspronkelijk stroomde al het water via de Sitnica, Ibar, Morava en Donau naar de Zwarte Zee. Er werd echter een dam aangelegd waardoor de Sazlia-vijver ontstond. Men legde eveneens een kunstmatige tweede afvoer aan: een verbinding tussen de Sazlia-vijver en de bestaande rivier Nerodimka.
De bifurcatie is door de overheid beschermd als natuurreservaat sinds 1979.

## Loop
Na de stad Ferizaj draait de Nerodimka naar het zuiden en stroomt deze langs de dorpen Varoš Selo, Kamena Glava, Stari Kačanik, Stagovo en Runjevo, vooraleer deze bij Kaçanik uitmondt in de Lepenac.